# Nombre ordinal
Els nombres ordinals, o senzillament ordinals, són nombres usats per a denotar la posició en una successió ordenada: primer, segon, tercer, quart, etc. El matemàtic Georg Cantor va mostrar el 1897 com estendre aquest concepte més enllà dels nombres naturals fins a l'infinit, i com fer aritmètica amb aquests ordinals transfinits.
Hom pot (i és usual de fer) definir el nombre natural n com el conjunt de tots els nombres naturals menors:
0 = {} (conjunt buit) 

1 = {0} = { { } } 

2 = {0,1} = { {}, { {} } } 

3 = {0,1,2} = {{}, { {} }, { {}, { {}}}} 

4 = {0,1,2,3} = { {}, { {} }, { {}, { {} } }, {{}, { {} }, { {}, { {}}}} } 

etc.
Vist d'aquesta manera, cada nombre natural és un conjunt ben ordenat: el conjunt 4, per exemple, té elements 0, 1, 2, 3, que són ordenats naturalment com a {\displaystyle 0<1<2<3} (ben ordenats). Un nombre natural és menor que un altre nombre, si i només si, és element de l'altre.